# 新河街道 (盐城市)
新河街道是中华人民共和国江苏省盐城市亭湖区下辖的一个街道办事处。
2015年1月22日，盐城市人民政府批复同意从伍佑街道办事处分设新河街道办事处。

## 行政区划
新河街道下辖以下村级行政区划单位：
新墩社区、金水湾社区、新怡社区、海嘉社区、南新河社区、聚亨社区和三墩社区。